# Тарасова, Евгения Максимовна
Евгения Максимовна Тарасова (род. 17 декабря 1994 года в Казани, Татарстан, Россия) — российская фигуристка, выступавшая в парном катании с Владимиром Морозовым. Вместе они двукратные серебряные призёры Олимпийских игр в парном катании (2022) и командных соревнованиях (2018), двукратные чемпионы Европы (2017, 2018), двукратные серебряные (2018, 2019) и бронзовые (2017) призёры чемпионата мира, победители (2016) и бронзовые призёры (2018) финала Гран-при, трёхкратные серебряные (2019, 2020, 2022) и двукратные бронзовые (2015, 2016) призёры чемпионата Европы, трёхкратные чемпионы России (2018, 2019, 2021), серебряные призёры зимней Универсиады (2013), серебряные призёры юниорского чемпионата мира (2014), многократные призёры чемпионатов России и чемпионы России среди юниоров 2014 года. Заслуженный мастер спорта России (2017).
В 2022 году Украина ввела персональные санкции против Тарасовой за поддержку российского вторжения в Украину.
В ноябре 2023 года Евгения с партнёром Владимиром Морозовым объявили о завершении спортивной карьеры.

## Карьера

### Начальный этап
Евгения Тарасова родилась 17 декабря 1994 года в Казани и в четыре года начала заниматься фигурным катанием. Первым её тренером был Геннадий Тарасов, после его гибели она тренировалась у Вячеслава Головлёва и Татьяны Александровой. Её неизменным хореографом оставалась Аделя Рыбакова (Канафеева). Была одной из самых успешных фигуристок-одиночниц Татарстана. Член юниорской сборной России, в 2008 году в Белоруссии участвовала в юниорском турнире Гран-при, где была четвёртой. В 2009 году принимала участие в первенстве России среди одиночниц и заняла двенадцатое место. После ухода в 2010 году из одиночного катания переехала в Москву в группу парного катания.
В 2010 году встала в пару с Егором Чудиным. Пара тренировалась под руководством Андрея Хекало и уже с 2011 года они члены сборной России. В конце 2011 года Чудин решил сосредоточиться на работе в ледовых шоу, пара распалась.
Весной 2012 года Тарасова встала в пару с Владимиром Морозовым, теперь они работали у бывшего украинского фигуриста Станислава Морозова, пара вновь оказалась в составе сборной России. В сезоне 2012—2013 годов пара выиграла Кубок Варшавы участвовала в обоих (юношеский и взрослый) чемпионатах России, где были вторыми и пятыми. На юношеском чемпионате мира 2013 году пара оказалась пятом месте. В 2013 году они выступали в финале юниорского Гран-при и остановились в шаге от пьедестала. После этого пара была включена в состав сборной на зимнюю Универсиаду в Италии. Спортсмены выступили неплохо, улучшив все свои показатели и заняв второе место.
Но на чемпионате России сказался жесткий график стартов в декабре (третий за 3,5 недели). После короткой программы пара занимала третье место (попутно улучшив своё достижение), но в произвольной программе Владимир совершил два падения, а в заключение уронил партнёршу с поддержки. Итог — последнее место в произвольной программе. Через месяц пара выступила на юниорском первенстве России и выиграла его. Затем они отправились на юниорский чемпионат мира в Болгарию, где сумели выиграть серебряные медали.

### Послеюниорский период
Осенью после олимпийского года с парой начал работать вновь Андрей Хекало и пятикратный чемпион мира бывший немецкий фигурист Робин Шолковы. На первых же соревнованиях под их руководством в новом сезоне пара улучшила все три свои достижения. Через месяц пара удачно дебютировала на взрослом Гран-при в Канаде, где они заняли третье место. Далее пара выступила на российском этапе Гран-при, где после короткой программы шли вторыми, вновь улучшив спортивные показатели. На второй день партнёр совершил несколько ошибок в произвольной, однако пара сумела остаться на втором месте. На российском чемпионате в конце 2014 года пара после короткой программы шла на 3-м месте. Они превосходно откатали произвольную (которую выиграли) и по сумме мест оказались вице-чемпионами. Это способствовало включению их в состав сборной на европейский чемпионат в Стокгольм. После короткой программы пара занимала пятое место, но, с успехом исполнив произвольную программу, переместилась на третью строчку в итоге. Попутно были превышены достижения в произвольной программе и сумме. На чемпионате мира в Шанхае дебютанты оказалась на 6-м месте, в очередной раз улучшив все прежние спортивные достижения.
Новый сезон пара начала на турнире Мемориала Непелы, где они заняли третье место. При этом они лидировали после короткой программы. В конце октября пара выступала на этапе серии Гран-при Skate Canada, заняв второе место и улучшив все свои спортивные достижения. Далее пара выступала на этапе Гран-при Trophée Bompard, однако, после коротких программ, соревнования были отменены из соображений безопасности (в столице Франции произошла серия терактов). В начале декабря спортсмены выиграли на турнире в Загребе и улучшили свои прежние достижения в короткой программе. На национальном чемпионате фигуристы боролись за второе место и несколько сотых проиграли. На европейское первенство в Братиславу фигуристы не попадали и были лишь запасными. Однако две лучшие российские пары не смогли из-за травм поехать на турнир, и фигуристы отправились на континентальный чемпионат, повторив на нём прошлогоднее достижение и завоевав «бронзу». В начале апреля в Бостоне на мировом чемпионате российская пара сумела занять пятое место. Были улучшены спортивные достижения в короткой программе и сумме.

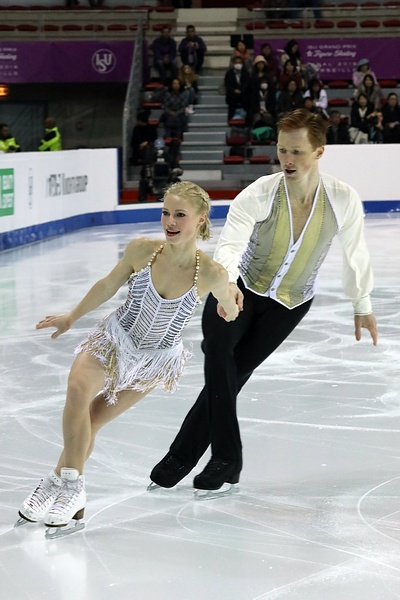
Тарасова и Морозов выступают в финале Гран-при сезона 2016—2017

Предолимпийский сезон пара начала в Словакии на Мемориале Непелы, который они уверенно выиграли. В середине октября российские фигуристы выступали на этапе Гран-при в Чикаго, где на Кубке Америки заняли третье место, при этом были улучшены достижения в короткой программе (после которой они шли на первом месте). В середине ноября фигуристы выступили на этапе Гран-при в Париже, где на турнире Trophée de France они финишировали на втором месте, при этом они превзошли свои прежние достижения в короткой программе и сумме. Это позволило им впервые выйти в финал Гран-при, состоявшийся в Марселе. Во Франции, в самом финале, они стали чемпионами, улучшив все прежние достижения. В конце декабря фигуристы выступили в Челябинске на чемпионате России, где в упорной борьбе уступили золотую медаль. В конце января пара в упорной борьбе на европейском чемпионате в Остраве, впервые стала чемпионами, при этом россияне улучшили все свои прежние достижения. В конце марта российские парники появились на мировом чемпионате в Хельсинки, где впервые выиграли медаль (бронзовую). При этом они в сумели способствовать завоеванию трёх путёвок для своей страны на Олимпийские игры. Перед короткой программой на тренировке Тарасова получила травму ноги и ей были наложены швы. Через три недели после этого пара была отправлена на командный чемпионат мира, где они выступили относительно не удачно. При этом были завоёваны серебряные медали.

### В олимпийский сезон
В конце сентября российская пара начала новый олимпийский сезон в Оберстдорфе, где на турнире Небельхорн, они финишировали на первом месте. Через три недели россияне выступали в серии Гран-при на домашнем этапе, где пара стала победителями. При этом незначительно улучшили свои прежние достижения в произвольной программе. В середине ноября пара выступила на французском этапе Гран-при, где они заняли первое место. Это позволило им выйти в Финал Гран-при. На самом Финале в Нагое пара выступила не совсем удачно и заняла предпоследнее место, провалом была произвольная программа. На национальном чемпионате в середине декабря в Санкт-Петербурге пара в упорной борьбе впервые стала чемпионами. В Москве на континентальном чемпионате в середине января российская пара в упорной борьбе второй раз подряд завоевала золотые медали. Они также превзошли своё прежнее достижение в произвольной программе.
На Олимпийских играх в Корее Евгения в составе команды атлетов-олимпийцев из России завоевала серебряную медаль в командных соревнованиях. Они выиграли короткую программу, но в произвольной были заменены. В индивидуальных соревнованиях среди спортивных пар Тарасова и Морозов в короткой программе заняли второе место и установили новый личный рекорд — 81,68 балла, от лидеров, китайской пары Суй Вэньцзин и Хань Цун, их разделяло 0,71 балла. В произвольной программе они получили 143,25 балла, и в итоге заняли четвёртое место с суммой баллов 224,93.
На чемпионате мира в Милане пара завоевала серебряные медали.

### Сезон 2018—2019

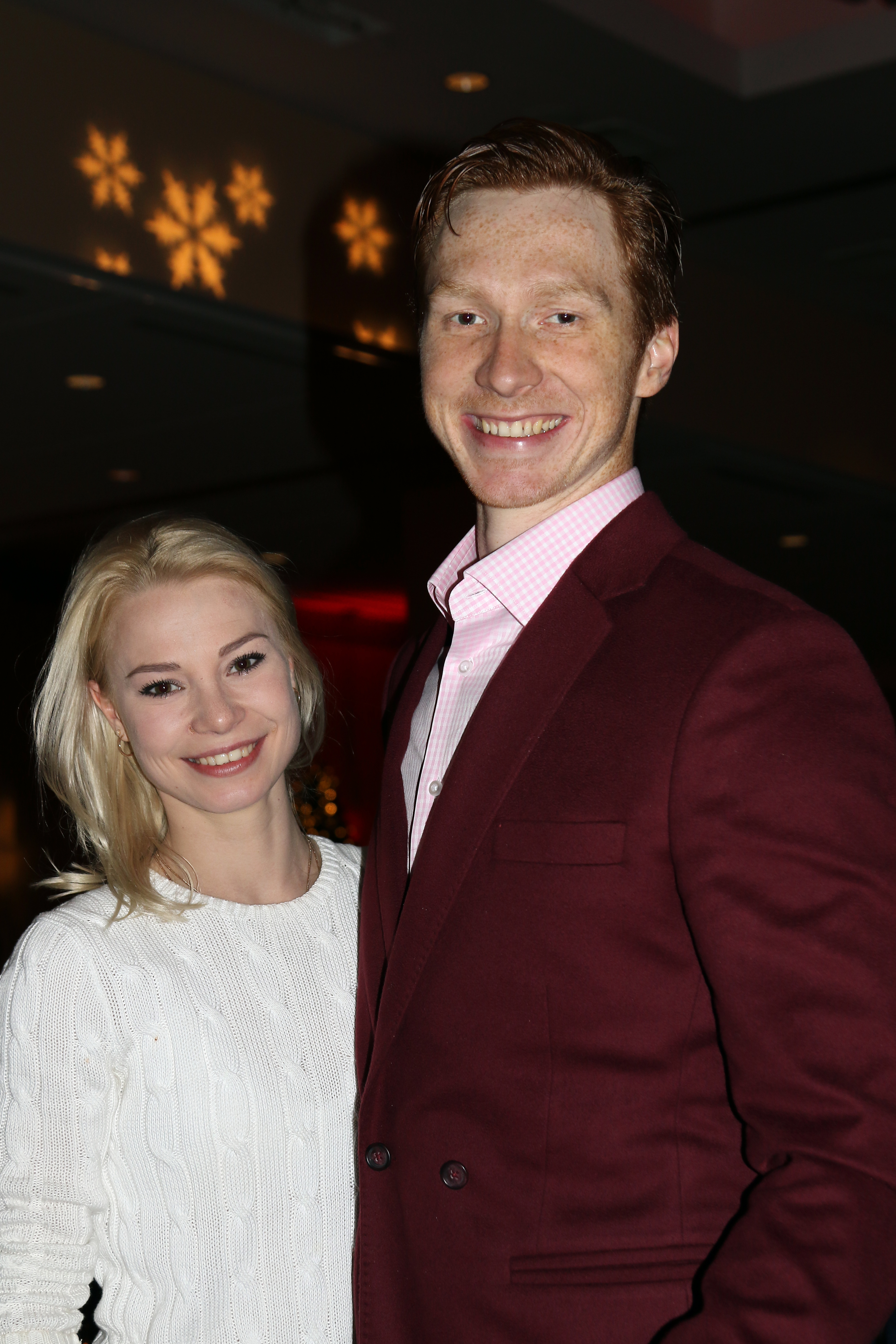
С Владимиром Морозовым в финале Гран-при сезона 2018—2019

В новом цикле стали тренироваться под руководством Максима Транькова. Нина Мозер выступала в качестве консультанта спортсменов.
Сезон пара начала в Эспоо на турнире Finlandia Trophy, где одержала победу. Победив на двух этапах Гран-при — в США и России, Тарасова и Морозов отобрались в финал и стали бронзовыми призёрами, уступив французской паре Ванесса Джеймс и Морган Сипре и китайцам Пэн Чэн и Цзинь Ян. На чемпионате России в Саранске пара второй год подряд стала первой. В Минске, на первенстве Европы 2019 года, они завоевали серебряные медали чемпионата, уступив чемпионский титул французскому дуэту. На чемпионате мира Тарасова и Морозов лидировали после короткой программы с мировым рекордом, но в произвольной уступила китайскому дуэту Суй Вэньцзин и Хань Цун, которые установили мировой рекорд в произвольной программе и по сумме баллов, в итоге Тарасова и Морозов завоевали серебряную медаль.

### Сезон 2019—2020
В сезоне 2019—2020 тренером пары была Марина Зуева, а Нина Мозер и Максим Траньков тренерами-консультантами. Первыми соревнованиями для Тарасовой и Морозова стали турнир U.S. Classic, где они взяли серебро. На этапах серии Гран-при были завоёваны в Канаде бронзовая медаль и в России серебряная медаль, при этом они не смогли отобраться в финал серии Гран-при. На чемпионате России завоевали серебряную медаль, уступив Александре Бойковой и Дмитрию Козловскому 0,47 балла, при этом в короткой программе Тарасова и Морозов заработали 83,91 балла, что выше мирового рекорда китайской пары Суй Вэньцзин и Хань Цун (81,27 балла), но баллы полученные на национальных турнирах не учитываются. На чемпионате Европы Тарасова и Морозов завоевали серебряные медали и отобрались на чемпионат мира-2020, который не состоялся из-за пандемии коронавируса.

### Сезон 2020—2021
В сентябре 2020 года должны были выступить на первом этапе Кубка России в Сызрани, но пропустили этот турнир из-за коронавируса у партнёра, второй этап они также пропустили. В ноябре выступили на четвёртом этапе Кубка России, где завоевали серебряную медаль. 30 ноября стало известно, что они пропустят пятый этап из-за пневмонии у партнёрши.
В декабре выступили на чемпионат России, проходившем в городе Челябинске, где заняли первое место, получив в короткой программе 80,65 балла, в произвольной программе 147,58 балла и по сумме баллов 228,23. Тарасова и Морозов третий раз в своей карьере взяли золото национального чемпионата.
В начале феврале пара приняла участие в коммерческом турнире Кубке Первого канала. Спортсмены попали в команду олимпийской чемпионки Алины Загитовой «Красная машина», которая в итоге победила в общем зачёте. 28 февраля завоевали золотые медали на турнире Challenge Cup, проходившем в Гааге (Нидерланды).
На чемпионате мира в Стокгольме Тарасова и Морозов в короткой программе были четвёртыми, в произвольной — третьими, но по сумме баллов остались на четвёртом месте.
В апреле 2021 года Федерация фигурного катания России сообщила, что Евгения Тарасова и Владимир Морозов будут готовиться к новому олимпийскому сезону под руководством тренера Этери Тутберидзе и Максима Транькова. Позже к подготовке фигуристов присоединились пермский тренер Павел Слюсаренко и чемпион мира и Европы в парном катании Алексей Тихонов.

### Сезон 2021—2022
16 августа 2021 года фигуристы Евгения Тарасова и Владимир Морозов заняли первое место на предсезонном турнире Cranberry Cup в Бостоне (США), обогнав соперников и в короткой (75,97) и в произвольной (151,66) программах с общим результатом 227,63 балла. По результатам произвольной программы фигуристы улучшили личный рекорд на 4,4 балла.
В сентябре 2021 года фигуристы стали победителями первого этапа Кубка России по фигурному катанию, проводившемся в Сызрани. Лидировали после короткой программы, стали сильнейшими и в произвольной, по сумме двух программ спортсмены получили 222,61 балла.
В октябре 2021 года спортсмены лидировали после короткой программы на международном турнире серии «Челленджер» Finlandia Trophy с 78,33 баллами. В результате Евгения Тарасова и Владимир Морозов получили серебряные медали турнира, набрав в произвольной 135,39 балла и 213,72 балла в сумме за обе программы.
В конце октября 2021 года в Лас-Вегасе на первом этапе серии Гран-при Евгения Тарасова и Владимир Морозов после исполнения короткой программы улучшили личный рекорд в сезоне и получили за прокат 80,36 балла, опередив соперников. Несмотря на помарки в произвольной программе, спортсмены сохранили лидерство и набрали 142,14 балла. С итоговым результатом 222,50 балла фигуристы стали победителями Skate America.
В ноябре фигуристы приняли участие в четвёртом этапе серии Гран-при NHK Trophy в Токио. После короткой программы остались недовольны катанием из-за ошибки Евгении при исполнении тройного тулупа. Все остальные элементы фигуристы выполнили и получили за прокат 75,78 балла, расположившись на втором промежуточном месте. В произвольной программе спортсмены безошибочно исполнили параллельный тройной сальхов, но допустили ошибки при исполнении каскада и на выбросах, набрали 137,49 балла и заняли второе место. По сумме двух программ Евгения Тарасова и Владимир Морозов заработали 213,72 балла и стали серебряными призёрами турнира.
В конце ноября фигуристы победили на международном турнире, входящем в серию «Челленджер» Warsaw Cup. Практически чисто откатали обе программы, допустив лишь помарки, которые не помешали занять лидирующие позиции. В первый соревновательный Евгения и Владимир день набрали 79,76 балла, во второй 148,73 и завоевали золотые медали с общей суммой 228,49 балла.
В декабре выступили на чемпионате России. После короткой программы расположились на промежуточном третьем месте с результатом 78,68 баллов. В произвольной программе расположились также на третьем месте с 149,52 баллов. По сумме двух программ набрали 228,20 баллов и стали бронзовыми призёрами чемпионата.
В январе 2022 года фигуристы выступили на чемпионате Европы, проводившемся в Таллине. После короткой программы расположились на промежуточном втором месте с 81,58 баллов. В произвольной программе расположились также на втором месте с 154,85 баллов. По сумме двух программ набрали 236,43 баллов, что было на тот момент их личным рекордом, и стали серебряными призёрами чемпионата.
На зимних Олимпийских играх 2022 года в Пекине Евгения и Владимир блестяще справились с короткой программой в индивидуальных соревнованиях. Не допустив ни единой помарки, они получили за неё 84.25 балла и тем самым в очередной раз в сезоне установили новый личный рекорд. Пара расположилась в турнирной таблице на промежуточном втором месте, отстав от лидировавшей китайской пары Суй Вэньцзин / Хань Цун всего на 0,16. В произвольной программе Тарасова и Морозов показали своё лучшее катание. За компоненты они получили от судей самые высокие оценки. Двое из девяти членов судейской коллегии поставили паре максимальные 10,00 в категориях «Performance» и «Interpretation of the Music». Судья из Канады таким же образом оценила и «Composition». Технически прокат был безошибочным. Все парные элементы спортсмены выполнили на четвёртый уровень сложности и получили за прокат 155 баллов, уступив хозяевам льда только 0,47. Этот результат стал ещё одним личным рекордом пары в произвольной программе. По сумме оценок за обе программы спортсмены тоже установили собственный рекорд: 239,25 балла. Это принесло им серебряные медали и звание вице-чемпионов зимних Олимпийских игр в Пекине в парном катании.

### Сезон 2022—2023
22—23 октября 2022 года Евгения и Владимир участвовали в первом этапе Гран-при России «Золотой конек Москвы» (в прошлые годы эта серия соревнований проходила под названием Кубка России). За блестящий прокат короткой программы, поставленной под композицию Ave Maria в исполнении Audiomachine, фигуристы получили 86,08 балла и вышли в лидеры. В произвольной программе, которую решили не менять после олимпийского сезона, они допустили ряд ошибок и с результатом 134,99 расположились на второй строчке в турнирной таблице, проиграв московским фигуристам Наталье Хабибуллиной и Илье Княжуку. По сумме за две программы Евгения и Владимир набрали 221,07 балла и взяли серебро первого этапа.
5 ноября 2022 года на третьем этапе Гран-при России «Идель 2022», проходившем в Казани, родном городе Евгении Тарасовой, пара выполнила короткую программу с одной ошибкой на параллельном прыжке и получила 78,80 балла. На следующий день Евгения и Владимир превосходно справились с произвольной программой, выиграв её с результатом 157,56. По общей сумме они набрали 236,36 балла и завоевали золотые медали третьего этапа Гран-при России, первыми из спортивных пар отобравшись в финал серии.
4 декабря 2022 года стали участниками первого в истории фигурного катания Чемпионата России по прыжкам. Пара выступала в командном турнире за команду Этери Тутберидзе, соревнуясь с парами Александра Бойкова / Дмитрий Козловский (команда Алексея Мишина) и Анастасия Мишина / Александр Галямов (команда Евгения Плющенко). Тарасова и Морозов чисто исполнили все элементы, входящие в соревновательную программу парников (параллельный прыжок, подкрут, два разных выброса). За исполнение четверного подкрута, который относится к элементам ультра-си, пара получила 8,36 балла. За выполненный синхронно тройной тулуп 4,62 балла. Первым выбросом Тарасовой / Морозова на этом турнире был тройной риттбергер. Судьи оценили его в 7 баллов. Вторым выбросом пары стал тройной флип. Пара получила за него максимальные 7,95 баллов. По итогам турнира команда Этери Тутберидзе заняла второе место. Евгения Тарасова и Владимир Морозов вместе с сокомандниками получили серебряные медали и чек на сумму 3000 000 р.
В Красноярске на Чемпионате России по фигурному катанию 2023,  одиннадцатом в карьере для этой пары, были третьими в короткой программе. В произвольной попробовали новый для себя элемент: секвенцию из тройного тулупа, двойного акселя и двойного тулупа. Допустили в нем ошибку, но по итогам второго дня соревнований среди спортивных пар стали вновь третьими и завоевали бронзу. Эта медаль стала девятой в карьере Тарасовой и Морозова за период одиннадцатилетнего непрерывного участия в Чемпионатах России.
В январе 2023 года вновь успешно приняли участие в Кубке Первого канала, выступая за команду «Красная машина», которая в третий раз стала победителем этого  турнира.
4 и 5 марта выступили на финале Гран-При России, проходившем в Санкт-Петербурге. За безошибочно исполненную короткую программу получили 83,68 балла. В произвольной допустили несколько ошибок и набрали за неё 142,13 балла. В сумме за обе программы спортсмены получили 225,81 балла и завоевали бронзовые медали.
В ноябре 2023 года Евгения с партнером Владимиром Морозовым объявили о завершении спортивной карьеры.

## Личная жизнь
17 июня 2022 года вышла замуж за фигуриста Фёдора Климова.

## Общественная деятельность
18 марта 2022 года вместе с партнёром Владимиром Морозовым присутствовала в «Лужниках» на митинг-концерте в честь годовщины аннексии Крыма Россией под названием «Za мир без нацизма! Zа Россию! Zа Президентa». В декабре 2022 года Верховная Рада Украины ввела персональные санкции против Тарасовой за поддержку российского вторжения на Украину.

## Программы
| Сезон     | Короткая программа                                                                               | Произвольная программа | Показательные номера                                                                                       |
| --------- | ------------------------------------------------------------------------------------------------ | --- | --- |
| 2022—2023 | - «Ave Maria» Франц Шуберт в исполнении Audiomachine                                             | - «Lighthouse» Патрик Уотсон хореограф-постановщик Даниил Глейхенгауз                                                                          | - «Сансара» Баста, Скриптонит, Диана Арбенина, Александр Ф. Скляр, Сергей Бобунец - «Chess» Андерс Эльяс   |
| 2021—2022 | - «Metamorphosis Two» Филип Гласс - «Experience» Людовико Эйнауди - «Clair de Lune» Клод Дебюсси | - «Lighthouse» Патрик Уотсон хореограф-постановщик Даниил Глейхенгауз                                                                          | - «My Heart Will Go On» Селин Дион (из фильма «Титаник»)                                                   |
| 2020—2021 | - «Bolero» Морис Равель хореограф-постановщик Массимо Скали                                      | - «Adagio» Димаш Кудайберген | - «Sos Dun Terrien En Detresse» Димаш Кудайберген                                                          |
| 2019—2020 | - «Bolero» Морис Равель хореограф-постановщик Массимо Скали                                      | - «Ti amo» Умберто Тоцци хореограф-постановщик Чарли Уайт                                                                                      | - «Sos Dun Terrien En Detresse» Димаш Кудайберген                                                          |
| 2018—2019 | - «Концерт для фортепиано № 2» Сергей Рахманинов - «I Got You (I Feel Good)» Джеймс Браун        | - «The Winter» Balmorhea | - «Why Don’t You Do Right?» Чайна Мозес - «Nobody Home» в исполнении Лондонского филармонического оркестра |
| 2017—2018 | - «Концерт для фортепиано № 2» Сергей Рахманинов                                                 | - «Candyman» Кристина Агилера | - «How Long» Лайонел Ричи - «Ordinary People» Джон Ледженд                                                 |
| 2016—2017 | - «Glam (Electro Swing Remix)» Dimie Cat                                                         | - «Music» John Miles | - «Ordinary People» Джон Ледженд                                                                           |
| 2015—2016 | - «Lord of the Dance» Ронан Хардиман> хореограф-постановщик Алла Капранова                       | - «Ноктюрн № 2 оп. 9 в ми-бемоль мажоре» - «Prélude, Op. 28. No. 4» - «Революционный этюд» Фридерик Шопен хореограф-постановщик Алла Капранова | - «I Guess I Loved You» Лара Фабиан                                                                        |
| 2014—2015 | - «Sarabande Suite (Aeternae)» Globus хореограф-постановщик Максим Траньков                      | - «Hello» Лайонел Ричи в исполнении Лондонского симфонического оркестра хореограф-постановщик Максим Траньков                                  | - «I Guess I Loved You» Лара Фабиан                                                                        |
| 2013—2014 | - «El Tango de Roxanne» (из мюзикла «Мулен Руж!»)                                                | - «Aria» Иоганн Себастьян Бах - «Времена года» Антонио Вивальди                                                                                | - «Как упоительны в России вечера» Белый орёл                                                              |
| 2012—2013 | - «Liquidation»                                                                                  | - «Phantom of the Opera on Ice» Роберто Данова                                                                                                 | - «Phantom of the Opera on Ice» Роберто Данова                                                             |

## Спортивные достижения

### с Владимиром Морозовым
| Соревнования                             | 12/13                        | 13/14                        | 14/15                        | 15/16                        | 16/17                        | 17/18                        | 18/19                        | 19/20                        | 20/21                        | 21/22                        | 22/23                        |
| Международные индивидуальные             | Международные индивидуальные | Международные индивидуальные | Международные индивидуальные | Международные индивидуальные | Международные индивидуальные | Международные индивидуальные | Международные индивидуальные | Международные индивидуальные | Международные индивидуальные | Международные индивидуальные | Международные индивидуальные |
| ---------------------------------------- | ---------------------------- | ---------------------------- | ---------------------------- | ---------------------------- | ---------------------------- | ---------------------------- | ---------------------------- | ---------------------------- | ---------------------------- | ---------------------------- | ---------------------------- |
| Зимние Олимпийские игры                  |                              |                              |                              |                              |                              | 4                            |                              |                              |                              | 2                            |                              |
| Чемпионаты мира                          |                              |                              | 6                            | 5                            | 3                            | 2                            | 2                            |                              | 4                            |                              |                              |
| Чемпионаты Европы                        |                              |                              | 3                            | 3                            | 1                            | 1                            | 2                            | 2                            |                              | 2                            |                              |
| Финалы Гран-при                          |                              |                              |                              |                              | 1                            | 5                            | 3                            |                              |                              | C                            |                              |
| Этапы Гран-при. Rostelecom Cup           |                              |                              | 2                            |                              |                              | 1                            | 1                            | 2                            |                              |                              |                              |
| Этапы Гран-при. Skate Canada             |                              |                              | 3                            | 2                            |                              |                              |                              | 3                            |                              |                              |                              |
| Этапы Гран-при. Internationaux de France |                              |                              |                              | отм.                         | 2                            | 1                            |                              |                              |                              |                              |                              |
| Этапы Гран-при. Skate America            |                              |                              |                              |                              | 3                            |                              | 1                            |                              |                              | 1                            |                              |
| Этапы Гран-при. NHK Trophy               |                              |                              |                              |                              |                              |                              |                              |                              |                              | 2                            |                              |
| Челленджеры. Finlandia Trophy            |                              |                              |                              |                              |                              |                              | 1                            |                              |                              | 2                            |                              |
| Челленджеры. U.S. Classic                |                              |                              |                              |                              |                              |                              |                              | 2                            |                              |                              |                              |
| Челленджеры. Nebelhorn Trophy            |                              |                              | 2                            |                              |                              | 1                            |                              |                              |                              |                              |                              |
| Челленджеры. Warsaw Cup                  |                              |                              |                              |                              |                              |                              |                              |                              |                              | 1                            |                              |
| Челленджеры. Мемориал Ондрея Непелы      |                              |                              |                              | 3                            | 1                            |                              |                              |                              |                              |                              |                              |
| Челленджеры. Золотой конёк Загреба       |                              |                              |                              | 1                            |                              |                              |                              |                              |                              |                              |                              |
| Cranberry Cup                            |                              |                              |                              |                              |                              |                              |                              |                              |                              | 1                            |                              |
| International Challenge Cup              |                              |                              |                              |                              |                              |                              |                              |                              | 1                            |                              |                              |
| Warsaw Cup                               | 1                            |                              |                              |                              |                              |                              |                              |                              |                              |                              |                              |
| Зимние Универсиады                       |                              | 2                            |                              |                              |                              |                              |                              |                              |                              |                              |                              |
| Международные командные                  |                              |                              |                              |                              |                              |                              |                              |                              |                              |                              |                              |
| Зимние Олимпийские игры                  |                              |                              |                              |                              |                              | 2                            |                              |                              |                              |                              |                              |
| Командные чемпионаты мира                |                              |                              |                              |                              | 2                            |                              |                              |                              |                              |                              |                              |
| Национальные                             |                              |                              |                              |                              |                              |                              |                              |                              |                              |                              |                              |
| Чемпионаты России                        | 5                            | 8                            | 2                            | 3                            | 2                            | 1                            | 1                            | 2                            | 1                            | 3                            | 3                            |
| Этапы Кубка России. I этап               |                              |                              |                              |                              |                              |                              |                              |                              |                              | 1                            |                              |
| Этапы Кубка России. II этап              |                              | 2 юн.                        |                              |                              |                              |                              |                              |                              |                              |                              |                              |
| Этапы Кубка России. IV этап              |                              |                              |                              |                              |                              |                              |                              |                              | 2                            |                              |                              |
| Этапы Гран-при России. I этап            |                              |                              |                              |                              |                              |                              |                              |                              |                              |                              | 2                            |
| Этапы Гран-при России. III этап          |                              |                              |                              |                              |                              |                              |                              |                              |                              |                              | 1                            |
| Национальные командные                   |                              |                              |                              |                              |                              |                              |                              |                              |                              |                              |                              |
| Кубок Первого канала                     |                              |                              |                              |                              |                              |                              |                              |                              | 1                            | 1                            | 1                            |
| Чемпионат России по прыжкам              |                              |                              |                              |                              |                              |                              |                              |                              |                              |                              | 2                            |
| Международные среди юниоров              |                              |                              |                              |                              |                              |                              |                              |                              |                              |                              |                              |
| Чемпионаты мира среди юниоров            | 5                            | 2                            |                              |                              |                              |                              |                              |                              |                              |                              |                              |
| Финалы юниорского Гран-при               |                              | 4                            |                              |                              |                              |                              |                              |                              |                              |                              |                              |
| Первенство России среди юниоров          | 2                            | 1                            |                              |                              |                              |                              |                              |                              |                              |                              |                              |
| Этапы юниорского Гран-при. Хорватия      | 5                            |                              |                              |                              |                              |                              |                              |                              |                              |                              |                              |
| Этапы юниорского Гран-при. Германия      | WD                           |                              |                              |                              |                              |                              |                              |                              |                              |                              |                              |
| Этапы юниорского Гран-при. Эстония       |                              | 3                            |                              |                              |                              |                              |                              |                              |                              |                              |                              |
| Этапы юниорского Гран-при. Латвия        |                              | 2                            |                              |                              |                              |                              |                              |                              |                              |                              |                              |

### с Егором Чудиным
| Соревнования        | 10/11         | 11/12         |
| Международные       | Международные | Международные |
| ------------------- | ------------- | ------------- |
| Турнир в Граце      |               | 5             |
| Кубок Ниццы         |               | 8             |
| Турнир в Италии     | 3             |               |
| Национальные        |               |               |
| Финалы Кубка России | 3             | 2             |

## Награды и звания
- Заслуженный мастер спорта России (2017 год)[98].
- Медаль ордена «За заслуги перед Отечеством» I степени (2018) — за высокие спортивные достижения на XXIII Олимпийских зимних играх 2018 года в городе Пхенчхане (Республика Корея), проявленные волю к победе, стойкость и целеустремленность[99].
- Медаль ордена «За заслуги перед Отечеством» II степени (2022) — за высокие спортивные достижения, волю к победе, стойкость и целеустремленность, проявленные на XXIV Олимпийских зимних играх 2022 года в городе Пекине (Китайская Народная Республика)[100].
- Орден «Дуслык» (2022) — за достижение высоких спортивных результатов на XXIV Олимпийских зимних играх 2022 года в городе Пекине (КНР)[101].